# 魔獸爭霸III：寒冰霸權
《魔獸爭霸III：寒冰霸權》是暴雪娛樂发行的即时战略游戏《魔獸爭霸III： 混亂之治》的資料片。于2003年7月1日首次发行，从发布至今已历经了从1.07到1.32.1版本，而《魔獸爭霸III： 混亂之治》则是该游戏刚开始发行时的版本。暴雪同时对《冰封王座》与《混亂之治》两个版本进行更新与维护，并在其战网平台上提供免费的多人网络对战服务。

## 故事背景
正當人類、獸人以及他們的同盟剛從對抗燃燒軍團的惡戰中緩過神來，如今的死亡騎士，阿薩斯‧米奈希爾，又開始以天譴軍團之名大肆屠殺艾澤拉斯東部王國的居民。但是一股強大並能夠擊敗阿薩斯與其爪牙的新勢力威脅已然崛起，這支稱之為被遺忘者的不死族陣營分支部隊是由女妖希瓦娜斯‧風行者所統領的反叛軍。於此同時，被惡魔污染的夜精靈伊利丹‧怒風派遣部隊登上了北裂境的冰川大陸，企圖向巫妖王發動進攻。阿薩斯及時趕到護駕，被擊敗的伊利丹蒙羞逃亡外域。最終，在接近天譴軍團強大力量的王座面前，阿薩斯失去理智並自願將其意志與巫妖王合二為一。
而獸人酋長薩爾帶領部落在一片貧瘠的紅土地定居下來，並以父親的名字命名為多洛特（又譯杜隆塔爾）。在獸王雷克薩和牛頭人酋長凱恩·血蹄等人的幫助下新生的部落打敗了海軍上將戴林·普羅德摩爾，在卡利姆多站穩脚跟，與聯盟達成均勢。（與《魔獸世界》的劇情續接）

## 制作
《魔兽争霸III：冰封王座》最初于2003年1月22日公布。 2003年2月14日，暴雪宣布了本資料片的測試版本，共有1萬名玩家進行了試玩。 至2003年3月10日，另外的1萬名玩家被選中參與測試游戏。

## 衍生

### 玩家自製地圖
魔獸爭霸3由於高效能的地圖編輯器，吸引不少玩家利用其中模組製作相關地圖，例如：DOTA、信長之野望、三國無雙、軍團戰爭、七個人、各類TD守塔遊戲。這些玩家自製地圖深刻影響了後續遊戲業發展，很多遊戲的雛型都是從這些玩家地圖發展而來。如MOBA類游戲英雄聯盟等。

### 二次創作
由於魔獸爭霸3數值設計合理，角色相生相克，一些視頻博主用魔獸爭霸III游戲角色互相打鬥，製作電子斗蛐蛐。

## 外部連結
- （英文）官方网站
- （繁體中文）台湾官方網站 （页面存档备份，存于）
- （英文）官方策略指南